# Pedersenia cardenasii
Pedersenia cardenasii là loài thực vật có hoa thuộc họ Dền. Loài này được (Standl.) Holub mô tả khoa học đầu tiên năm 1998.